# Emerge
Emerge – podstawowe i najprostsze narzędzie systemu zarządzania pakietami o nazwie Portage dostępnego w dystrybucji Gentoo i pochodnych. Umożliwia instalowanie, usuwanie i aktualizację pakietów w systemie. Programy instalowane są ze źródeł po uprzedniej kompilacji lub z binarnych paczek w formacie GRP. Mechanizm ten wywodzi się z portów znanych z systemów z rodziny BSD.

## Użycie
Do zainstalowania programu używa się polecenia postaci emerge nazwa_programu, które powoduje instalację zależności, ściągnięcie kodu źródłowego, uaktualnianie i kompilację). Po zakończeniu tego procesu zainstalowany program można uruchomić.
```
# emerge -av gajim
These are the packages that would be merged, in order:
Calculating dependencies... done!
[ebuild   R   ] net-im/gajim-0.10.1  USE="X dbus nls spell -gnome -libnotify -srv" 2,017 kB
Total size of downloads: 2,017 kB
Would you like to merge these packages? [Yes/No]

```

Emerge służy także do przeszukiwania pakietów. Korzysta się wtedy z polecenia postaci emerge --search słowo_kluczowe, co powoduje wyprowadzenie listy aplikacji skojarzonych ze słowem kluczowym (np. w reakcji na emerge --search pdf otrzymuje się listę programów zawierający w nazwie ciąg znaków "pdf").